# Dicolpus orientalis
Dicolpus orientalis is een insect uit de familie van de vlinderhaften (Ascalaphidae), die tot de orde netvleugeligen (Neuroptera) behoort. 
Dicolpus orientalis is voor het eerst wetenschappelijk beschreven door Van der Weele in 1909.